# Killection
Killection je studiové album finské rockové skupiny Lordi. Vydáno bylo v březnu roku 2020 a jeho producentem byl Mr. Lordi.

## Seznam skladeb
1. „Radio SCG 10“ – 1:23
2. „Horror for Hire“ – 3:22
3. „Shake the Baby Silent“ – 3:36
4. „Like a Bee to the Honey“ – 4:13
5. „Apollyon “– 5:11
6. „SCG10 The Last Hour“ – 1:31
7. „Blow My Fuse“ – 3:31
8. „I Dug a Hole in the Yard for You“ – 4:11
9. „Zombimbo “– 4:53
10. „Up to No Good“ – 3:58
11. „SCG10 Demonic Semitones“ – 1:20
12. „Cutterfly “– 4:20
13. „Evil“ – 4:34
14. „Scream Demon“ – 4:38
15. „Carnivore“ – 3:26
16. „SCG10 I Am Here“ – 1:51

## Obsazení
- Mr. Lordi
- Amen
- Hiisi
- Mana
- Hella